# Baby Makes Her Blue Jeans Talk
Baby Makes Her Blue Jeans Talk is een nummer van de Amerikaanse pop-country rockband Dr. Hook. Het is de eerste single van hun tiende studioalbum Players in the Dark. Het nummer is geschreven door Sam Weedman, Dennis Locorierre en Ron Haffkine.
De aantrekkelijke videoclip met model Randi Brooks was mede oorzaak dat de plaat een grote hit werd.

## Tracklist

### 7" single
1. Baby Makes Her Blue Jeans Talk
2. The Turn On

## NPO Radio 2 Top 2000
| Nummer met noteringen in de NPO Radio 2 Top 2000 | '99  | '00 | '01  | '02  | '03  | '04  | '05  | '06  | '07  | '08  | '09  | '10  |
| ------------------------------------------------ | ---- | --- | ---- | ---- | ---- | ---- | ---- | ---- | ---- | ---- | ---- | ---- |
| Baby Makes Her Blue Jeans Talk                   | 1198 | -   | 1136 | 1582 | 1464 | 1462 | 1490 | 1614 | 1791 | 1595 | 1934 | 1859 |

1. ↑  Een '-' betekent dat het nummer niet was genoteerd en een vetgedrukt getal geeft de hoogste notering aan.
2. ↑  Deze tabel is bijgewerkt tot en met de laatste editie (2024).